# Câu lạc bộ bóng chuyền Hà Tĩnh
Câu lạc bộ bóng chuyền Hà Tĩnh (gọi tắt Hà Tĩnh) là một câu lạc bộ bóng chuyền Nam chuyên nghiệp có trụ sở ở Hà Tĩnh, Việt Nam. Đây là đội bóng thi đấu tại Giải bóng chuyền vô địch quốc gia Việt Nam liên tục từ năm 2016 đến năm 2024. Tính đến năm 2024 đội bóng Hà Tĩnh đã tham dự được 9 mùa giải ở đấu trường này. Tại giải VĐQG năm 2024, sau khi thi đấu vòng tròn, Hà Tĩnh thi đấu 8 trận, thắng 2 trận, đạt 7 điểm với tổng số 9 set thắng và 20 set thua, xếp thứ 8 tại vòng tròn và là 1 trong 4 đội tranh trụ hạng. Kết quả đội xếp hạng 8 chung cuộc và là 1 trong 2 đội phải xuống hạng.

## Thành tích
Tại Giải vô địch bóng chuyền quốc gia Việt Nam:
- Vô địch các mùa giải: chưa có
- Á quân các mùa giải: chưa có
- Hạng ba các mùa giải: chưa có

Tại Giải bóng chuyền cúp Hoa Lư:
- Vô địch các mùa giải: chưa có
- Á quân các mùa giải: 2019.[1]
- Hạng ba các mùa giải: 2020, 2023.[2]

## Quá trình hình thành
Năm 1996, đội tuyển bóng chuyền Hà Tĩnh được thành lập, sau 2 năm thì giành được tấm giải ba tại giải Cúp bóng chuyền trẻ quốc gia năm 1998. Tuy nhiên, từ đó đến 2005, bóng chuyền Hà Tĩnh gặp nhiều khó khăn, đặc biệt giai đoạn 2006-2010. Sau khi đội tuyển bóng đá tan rã, trên tinh thần định hướng của tỉnh Hà Tĩnh, Trung tâm TDTT đã lập đề án, xây dựng lộ trình phát triển dài hơi cho bộ môn bóng chuyền. Năm 2011, HLV Trịnh Hoài Ngọc nhanh chóng xuất quân, trình làng "sản phẩm" đào tạo của mình với dàn cầu thủ trẻ. Tuy nhiên, lần đầu tiên tham gia giải hạng A toàn quốc năm 2011, đội chỉ giành được một trận thắng nhờ đội bạn... bỏ cuộc. Sau thất bại bết bát tại mùa giải hạng A toàn quốc năm 2012, HLV Trịnh Hoài Ngọc chia tay đội tuyển khi chưa hết hạn hợp đồng. Trước tình thế đó, Trung tâm TDTT tỉnh đã quyết định giải thể đội bóng để làm lại. Và năm 2013, HLV Lê Trí Dũng (nguyên HLV trưởng đội Quân khu 5) được mời về giúp Hà Tĩnh xây dựng lại đội bóng. Trên cơ sở một số cầu thủ còn lại như Trần Đức Hạnh, Lê Thanh Hùng (chủ công), Phạm Quang Dũng (hộ công), ban huấn luyện đã tuyển chọn mới một dàn cầu thủ trẻ đạt tiêu chuẩn để đào tạo. Chỉ sau một mùa giải vừa đào tạo, vừa tham gia thi đấu giao lưu cọ xát, nhiều cầu thủ trẻ như: Lê Văn Thành (chủ công), Trương Quang Ngọc (hộ công) và Trần Minh Chiến (chuyền 2)... đã trưởng thành nhanh chóng, trở thành lực lượng trụ cột của đội tuyển bóng chuyền Hà Tĩnh tham gia giải Cúp bóng chuyền hạng A quốc gia 2015. Mặc dù không giành cúp vô địch giải bóng chuyền hạng A toàn quốc năm 2015, nhưng với vị trí á quân, bóng chuyền Hà Tĩnh đã chính thức giành quyền lên thi đấu giải vô địch bóng chuyền quốc gia năm 2016.

## Đội hình thi đấu

### Danh sách hiện tại
Cập nhật danh sách tháng 6 năm 2022.
- Huấn luyện viên:  Thái Quang Lai (có trong danh sách nhưng đã quay lại Khánh Hòa)
- Trợ lý: Lê Thanh Hùng, Trần Văn Chiến, Võ Thái Bình

Các vận động viên: Nguyễn Văn Nam, Trần Minh Hiếu, Phan Văn Chiến, Lê Văn Thành (1996), Lê Văn Thành (1999), Dương Ngọc Danh, Nguyễn Văn Đức, Trần Đức Hạnh, Trần Ngọc Dũng, Phạm Văn Khả, Cao Đức Hoàng, Nguyễn Thanh Sang, Đàm Văn Công, Trần Anh Thiện, Đinh Văn Phương.

### Danh sách quá khứ
- Năm 2022:[4] Huấn luyện viên:  Võ Từ Liêm , Trợ lý: Lê Thanh Hùng, Trần Văn Chiến, Võ Thái Bình. Các vận động viên: Nguyễn Văn Nam, Trần Minh Hiếu, Phan Văn Chiến, Lê Văn Thành (1996), Lê Văn Thành (1999), Dương Ngọc Danh, Nguyễn Văn Đức, Trần Đức Hạnh, Trần Ngọc Dũng, Phạm Văn Khả, Cao Đức Hoàng, Nguyễn Thanh Sang, Đàm Văn Công, Trần Anh Thiện, Đinh Văn Phương, Napadet Bhinijdee.
- Năm 2021:  Nguyễn Văn Nam (Đội trưởng),

Trương Quang Ngọc,
Cao Xuân Thao,
Phan Minh Chiến, Lê Văn Thành, Dương Ngọc Danh, Nguyễn Văn Đức, Trần Đức Hạnh, Trần Ngọc Dũng, Nguyễn Văn Đức, Cao Đức Hoàng, Đàm Văn Công, Lê Thanh Thành, Đoàn Thanh Lãm, Lê Thành Hạc.
- Vòng 2 Giải bóng chuyền VĐQG 2016:[5] Lê Bình Giang (1986, 1m88), Trịnh Tiến Duyệt

(1993, 1m87), Lê Quốc Thiện (1998, 1m86), Lê Văn Thành (1995, 1m86),  Phạm Quang Dũng (1990, 1m91), Trương Quang Ngọc (1996, 1m88), Trần Xuân Tân (1990, 1m81), Trần Đức Hạnh (1995, 1m89), Lê Quang Đoàn (1995, 1m85), Nguyễn Xuân Dũng (1994, 1m86), Nguyễn Ngọc Khang (1991, 1m89), Nguyễn Văn Nam (L) (1992),